# زدرافكو إيلييف
زدرافكو إيلييف (بالبلغارية: Здравко Илиев)‏ هو لاعب كرة قدم بلغاري في مركز ظهير ‏، ولد في 19 أكتوبر 1984 في ستارا زاغورا في بلغاريا. لعب مع سسكا صوفيا ونادي بيروي ستارا زاغورا ونادي فيريا ونادي لوكوموتيف بلوفديف.

## وصلات خارجية
- زدرافكو إيلييف على موقع قاعدة بيانات كرة القدم.إي يو (الإنجليزية)
- زدرافكو إيلييف على موقع Soccerway.com (الإنجليزية)